# Пахомовичи
Пахомовичи — урочище, упразднённый населённый пункт (до 2019 года — деревня) в Усвятском районе Псковской области России. Находится на территории Усвятской волости.

## География
Находится на юге региона, в северо-западной части района, в лесной местности, вблизи государственной границы между Российской Федерацией и Республикой Беларусь (Городокский район, Витебская область).
Уличная сеть не развита.

## Население
| 2001 | 2002 |
| ---- | ---- |
| 0    | →0   |

## История
Во время Великой Отечественной войны деревня находилась в оккупированной зоне. 27 сентября 1942 года 4-й ударная армия, "47 сд — В 8.45, после 30 минут артиллерийской подготовки из района Пахомовичи начал наступление б-н пехоты противника на высоту 177.8
С января 1995 года до сентября 2019 года деревня Пахомовичи входила в Усвятскую волость.
Законом Псковской области от 20 сентября 2019 года деревня Пахомовичи была упразднена (исключением из перечня населённых пунктов Усвятской волости), став урочищем Пахомовичи.

## Инфраструктура
Было личное подсобное хозяйство.

## Транспорт
Просёлочная дорога.